# Centro Nacional de Hóquei
Il Centro Nacional de Hóquei sobre Grama, noto anche come Centro Olímpico de Hóquei, è un complesso sportivo situato nel quartiere Deodoro di Rio de Janeiro per la pratica dell'hockey su prato. Fin dalla sua costruzione, è la casa della nazionale brasiliana maschile e femminile di hockey su prato.

## Storia
La struttura venne originariamente costruita tra il 2006 e il 2007, in quello che all'epoca era noto come Deodoro Military Club, in occasione dei XV Giochi panamericani, per ospitare le gare di hockey su prato. Successivamente, nel giugno 2014, in vista dei Giochi Olimpici del 2016, sono iniziati i lavori di rinnovo della struttura per adattarla ai requisiti richiesti, che sono terminati nel novembre 2015. L'inaugurazione si è infine svolta il 20 novembre 2015.
La struttura ha ospitato, quindi, le gare del torneo di hockey su prato dei Giochi della XXXI Olimpiade, nonché le gare di calcio a 5 per ciechi e calcio a 7-un-lato dei XV Giochi paralimpici estivi.

## Caratteristiche
Il complesso è stato progettato dallo studio Vigliecca & Associados ed occupa un'area di 74 000 m². Ha una capienza di 11 900 posti e di questi 2 500 sono definitivi mentre i restanti 9 400 sono temporanei e saranno smantellati alla fine dei giochi. Fanno parte della struttura due arene all'aperto, di 7800 e 4.100 posti, un campo di allenamento, un edificio per gli spogliatoi e un centro medico e amministrativo, che crea un collegamento tra le due arene.
Tutti e tre i campi sono stati costruiti secondo le specifiche richieste: sotto l'erba sintetica sono presenti due strati di asfalto di 35 mm e un sottofondo di 35 mm di shockpad, un materiale di gomma che assorbe gli urti. L'erba sintetica, come avvenuto anche a Londra nel 2012, è di colore blu per accentuare il contrasto con la palla.